# Łódzka Organizacja Turystyczna
Łódzka Organizacja Turystyczna (ŁOT) – organizacja pozarządowa, stowarzyszenie będące lokalną organizacją turystyczną działającą na podstawie przepisów ustawy z dnia 7 kwietnia 1989 roku Prawo o stowarzyszeniach, ustawy z dnia 25 czerwca 1999 roku o Polskiej Organizacji Turystycznej oraz Statutu Łódzkiej Organizacji Turystycznej z dnia 29 marca 2017 roku. Rozpoczęła działalność w 2017 roku. Została powołana jako stowarzyszenie z inicjatywy Miasta Łodzi oraz lokalnych instytucji i przedsiębiorców branży turystycznej.
Misją ŁOT jest budowanie pozytywnego wizerunku Łodzi jako miejsca atrakcyjnego turystycznie oraz wspieranie rozwoju rynku turystycznego w Łodzi i aglomeracji łódzkiej. Działa poprzez udział w krajowych i zagranicznych targach, workshopach branżowych, realizację kampanii promocyjnych oraz organizację podróży studyjnych dla przedstawicieli branży i mediów. W akcjach ŁOT stawia na budowę długofalowych relacji z kluczowymi partnerami w branży. Zgodnie z maksymą "razem możemy więcej" ŁOT integruje też sektor publiczny, gospodarczy oraz instytucje, osoby i organizacje działające na terenie Miasta Łodzi zainteresowane rozwojem turystyki w tym mieście.
ŁOT zarządza oficjalnym portalem Turystycznym Łodzi.

## Online marketing
Łódzka Organizacja Turystyczna prowadzi pod adresem www.lodz.travel serwis turystyczny miasta, który prezentuje atrakcje i produkty turystyczne dedykowane turystom indywidualnym (dział TURYSTYKA) i klientom biznesowym (dział CONVENTION). Na stronie znajduje się informacje dotyczące działalności Łódzkiej Organizacji Turystycznej (dział ORGANIZACJA). Serwis swoją działalność rozpoczął w czerwcu 2018 roku. Portal funkcjonuje w pięciu wersjach językowych: polskiej, angielskiej, francuskiej, niemieckiej i rosyjskiej.
Łódzka Organizacja Turystyczna prowadzi aktywnie działalność w social media. Prowadzi lub współprowadzi 3 strony na portalu Facebook:
1. Strona Łódzkiej Informacji Turystycznej dedykowana turystom indywidualnym, grupom turystycznymi, miłośnikom Łodzi - prowadzona w języku polskim i angielskim.
2. Strona Łódzkiej Organizacji Turystycznej dedykowana branży turystycznej, przedstawicielom mediów, osobom zainteresowanym działalnością Organizacji - prowadzona w języku polskim i angielskim.
3. Strona Łódź Convention Bureau dedykowana jest turystom biznesowym, właścicielom i pracownikom agencji eventowych, korporacji, stowarzyszeń, fundacji i firm poszukujących lokalizacji dla swoich wydarzeń biznesowych, konferencji czy szkoleń -  Strona prowadzona jest częściowo po polsku, częściowo po angielsku. 

## Targi, workshopy, wydarzenia branżowe
Organizacja bezpośrednio lub poprzez swoich członków bierze udział w szeregu imprez targowych, workshopów czy wydarzeń dedykowanych turystom indywidualnym, biznesowym i branży turystycznej.
W 2019 ŁOT brał udział w następujących wydarzeniach: 
07.09.2019 - MIXER Regionalny (Łęczyca, Polska) – wydarzenie konsumenckie 
06.09.2019 - Meeting Planner Fast Date (Warszawa, Polska) – workshop biznesowy 
26-27.08.2019 - IV Forum Gospodarcze Polonii Świata (Tarnów, Polska) – workshop biznesowy 
11.06.2019 - Meeting Planner Destination Day (Warszawa, Polska) – workshop biznesowy
11-12.05.2019 - Piknik nad Odrą (Szczecin, Polska) – targi turystyki konsumenckie 
11.04.2019 - Międzynarodowa konferencja "Działania edukacyjne w turystyce dziedzictwa przemysłowego" (Zabrze, Polska)
12-13.04.2019 - XI Międzynarodowe Targi Turystyki Poprzemysłowej (Zabrze, Polska) – targi konsumenckie 
08-11.04.2019 - Routes Europe (Hannover, Niemcy) – targi branży lotniczej 
05-07.04.2019 - Free Time Festival (Gdańsk, Polska) – targi konsumenckie  
22-24.03.2019 - Na Styku Kultur (Łódź, Polska) – targi konsumenckie 
29-31.03.2019 - GLOBalnie (Katowice, Polska) – targi konsumenckie
21.03.2019 - Meetings Week Poland 2019 (Warszawa, Polska) – workshop biznesowy 
12-13.03.2019 - Międzynarodowa konferencja "Miejsce Ukrainy w świecie: marketing miejski i branding" (Kijów, Ukraina) – workshop biznesowy 
06-10.03.2019 - ITB Berlin (Berlin, Niemcy) – targi konsumenckie 
01-03.02.2019 - Tour Salon (Poznań, Polska) – targi konsumenckie 
23.01.2019 - Forum Branży Eventowej (Warszawa, Polska) – workshop biznesowy 

## Podróże studyjne i prasowe
Łódzka Organizacja Turystyczna dzięki współpracy z Polską Organizacją Turystyczną i jej zagranicznymi Ośrodkami, jak również dzięki szerokiej kooperacji z lokalnymi Partnerami branżowymi i samorządowymi (Miasto Łódź, Urząd Marszałkowski w Łodzi, linie lotnicze, Port Lotniczy Łódź, hotele, atrakcje turystyczne, muzea, teatry, obiekty MICE, przewodnicy lokalni, centra handlowe, obiekty gastronomiczne) realizuje szereg podróży studyjnych dla:
- dziennikarzy;
- blogerów, vlogerów;
- touroperatorów i ich agentów;
- przedstawicieli agencji eventowych;
- przedstawiciele korporacji, stowarzyszeń decydujący o lokalizacji wydarzeń;
- osób decydujących dla kierunków rozwoju turystyki w skali miasta, regionu i kraju;

ŁOT dokonuje selekcji gości na podstawie kryteriów rynków priorytetowych (Polska, Niemcy, Wielka Brytania, Ukraina i Rosja), a także bazując na doświadczeniu Partnerów z ZOPOTów (Zagranicznych Ośrodków Polskiej Organizacji Turystycznej) oraz potencjalnych efektów realizacji podróży. Dotychczas ŁOT gościł między innymi dziennikarzy z Daily Mail (Wielka Brytania), The Independent (Wielka Brytania), Lonely Planet (Wielka Brytania), Tagesspiegel (Niemcy), La Capitale (Belgia), Marie Claire Idees (Francja) czy Burda (Rosja). 

## Łódzka Informacja Turystyczna

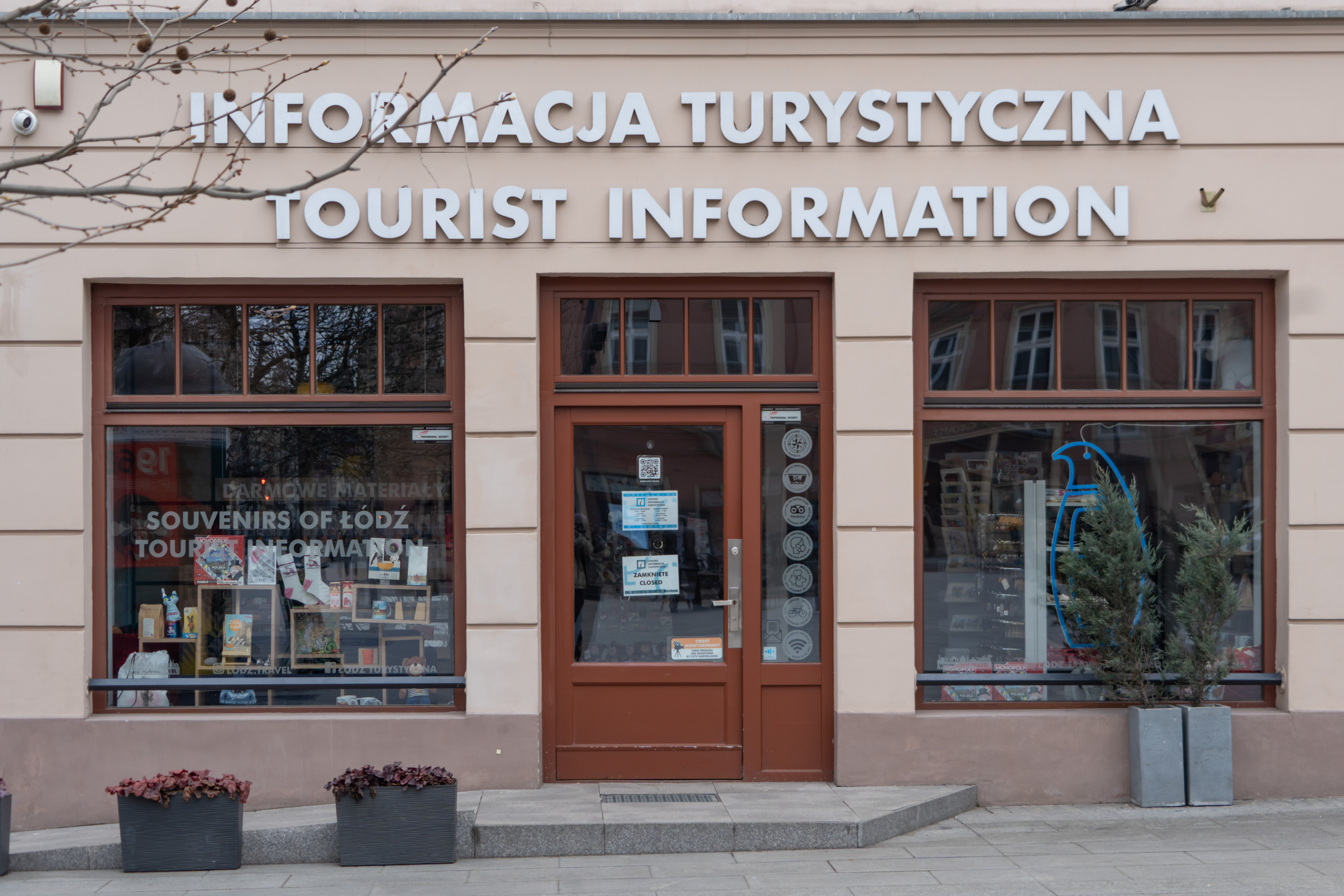
Informacja Turystyczna na ulicy Piotrkowskiej

Informacja turystyczna jest jednym z działów Łódzkiej Organizacji Turystycznej. Biuro informacji zlokalizowane jest na parterze narożnej kamienicy przy ul. Piotrkowskiej 28 w Łodzi, tuż obok Domu Handlowego „Magda” i charakterystycznego pomnika Trzech Fabrykantów. Miejsce to kojarzy się łodzianom z niegdyś funkcjonującym tutaj Centrum Komiksu, a jeszcze wcześniej sklepem obuwniczym.  Biuro Łódzkiej Informacji Turystycznej znajduje się w sercu miasta, w północnej części najbardziej reprezentacyjnej ulicy Łodzi – Piotrkowskiej. 
Łódzka Informacja Turystyczna jest kontynuatorem tradycji ośrodka informacji turystycznej w Łodzi, którego początki sięgają lat 60. XX wieku. Nawiązując do dokonań poprzednich instytucji oraz czerpiąc doświadczenia z ich działalności, Łódzka Informacja Turystyczna uruchomiła w styczniu 2018 roku nowe biuro, które znajduje się przy ul. Piotrkowskiej 28.
W placówce informacji odwiedzający, bez względu czy są turystami czy mieszkańcami Łodzi, znajdą fachową poradę o ofercie noclegowej, gastronomicznej, kulturalnej czy wydarzeniach w mieście. Zakres informacji dotyczy głównie Łodzi, ale także Polski i świata. Pracownicy posługują się językami obcymi: angielskim, niemieckim i rosyjskim.
Zakres usług świadczonych w biurze informacji turystycznej jest bardzo szeroki. Odwiedzający placówkę mogą skorzystać z:
- fachowej porady dotyczącej oferty turystycznej Łodzi i regionu, udzielanej również w językach obcych,
- bezpłatnych materiałów promocyjno – informacyjnych o Łodzi i regionie oraz innych publikacji,
- szerokiej oferty pamiątkarskiej sklepiku,
- zasobów biblioteki turystycznej i zbiorów kartograficznych (na miejscu),
- stanowiska komputerowego z dostępem do internetu,
- bezpłatnego dostępu do WiFi,
- dostępu do informacji non – stop dzięki zainstalowanemu w witrynie infokioskowi,
- miejsca odpoczynku oraz kącika dla dzieci,
- świeżej, czystej i wysoko zmineralizowanej wody kranowej (dla ludzi i zwierząt),
- organizowanych kameralnych wystaw prac malarskich,
- bezpłatnej toalety,
- pieczątek turystycznych,
- wydarzeń organizowanych w przestrzeni informacji oraz placu przed biurem.

Pracownicy informacji turystycznej ciągle dążą do poprawy standardów obsługi i poszerzania wachlarza usług dla odwiedzających, czego efektem są m.in. uruchomienie portalu turystycznego www.lodz.travel, aktywność w mediach społecznościowych, aktualizacja wydawnictw promocyjnych w różnych wersjach językowych czy uczestnictwo w wydarzeniach dzięki mobilnemu punktowi informacji.
Informacja turystyczna przy ul. Piotrkowskiej 28 jest otwarta codziennie:
- w sezonie wiosenno – letnim (1.V – 30.IX) pon. – pt. 9:00 – 19:00, sob. 10:00 – 18:00, ndz. 10:00 – 16:00,
- w sezonie jesienno – zimowym (1.X – 30.IV) pon. – pt. 9:00 – 18:00, sob. 10:00 – 18:00, ndz. 10:00 – 15:00

Łódzka Informacja Turystyczna, Piotrkowska 28, 90-269 Łódź